# Клан Таира
Клан Таира (јап. 平氏), јапанска аристократска породица царског порекла, која је доминирала Јапаном крајем Хејан периода, али је уништена у Гемпејском рату (1180-1185) против клана Минамото.

## Историја

### Порекло
Како је војна моћ постала неопходан елемент успешног поседовања земље, два племићка ратничка клана су се успоставила као цувамоно (назив за професионалне ратнике у Јапану 10. века) и у околини престонице и у провинцијама, посебно и најсудбоносније на истоку. Њихов успех се делимично могао приписати њиховој породичној линији, вишеструким линијама оба клана које потичу од царских потомака који су уклоњени из царске породице у смањењу трошкова у време цара Саге (владао 809-823) или после и добили имена племићких кланова Минамото или Таира.
Принчеви који су добили име клана Таира били су типично нижег степена царског порекла од својих колега Минамото: они никада нису били синови царева (као што су Минамото обично били), већ унуци или су генеалошки још удаљенији од престола. Постојало је неколико линија клана, које су настале као Минамото од потомака различитих царева (Каму, Коко, Нимио и Монтоку), али су прве створене линије, четири Каму Хеиши линије (Хеиши је кинеско-јапанско читање "клана Таира"), које потичу од цара Камуа, дале Таире који су били најистакнутији у историји тог периода. Први пут додељено у деветом веку, име Таира, у својој ортографији и кинеско-јапанском читању, подсећало је на име Камуове нове престонице у Хејану,  које се понекад читало и „Таира но Кјо“ или „Таира но Мијако“.
Мање блиски са царевима од већине Минамота и темељније искључени из виших дворских функција, неки Таира су рано напустили престоницу и отишли у провинције, где су њихови изгледи били охрабрујући. Постојала су два главна огранка Каму Хеиши-ја, једна дворски лоза углавном малих и средњих званичника; друга, коју је основао Камуов праунук Такамочи (на врхунцу 889), постала је ратничка линија која је укључивала многе од најпознатијих ратника последњег века Хејан периода, и скоро увек се мисли на Такамочијеву линију када се користи израз „Каму Хеиши“. Такамочи је постављен за вицегувернера провинције Казуса крајем деветог века, оженио се локално у провинцији у којој је именован, и проширио своје поседе у Казузи и Шимоси. Његов потомак у трећој генерацији био је Масакадо, за чије се походе од 935. до 940. може рећи да су обележили појаву моћи професионалног ратника у Јапану.

### Врхунац моћи и пад
Дуг период мира, политичке стабилности и централизоване бирократске државе у Јапану током периода Хејан (8-12 век) нарушен је средином 12. века збох јачања војничких аристократских породица (пореклом из бочних грана царске породице), које су се обогатиле приватизацијом државне земље и стварањем великих имања (шоен), која су била изузета од пореза и надзора централне власти. Последица ових промена у структури власти у Јапану био је пораст насиља крајем 1150-их, дајући Хејану (сада званом Кјото или „главни град“) своје прво искуство са отвореним војним сукобима између претендената на власт.
Ратнички кланови који су почели да се формирају у касним Хејан годинама преузели су главну реч у држави, а породице Таира и Минамото се боре за контролу. После две кључне битке, клан Таира је завладао у Кјоту 1160, усвајајући технике владања које су се показале ефикасним за клан Фуџивара и инсеи. Глава породице, Кијомори, преузео је кључне функције, обезбедио високе дворске чинове, удао своје ћерке у аристократске лозе и стекао богатство кроз трговину и куповину земље. Иако никада није достигао снагу ранијих моћника, две деценије је доминирао животом престонице. Такође је отуђио људе насилничким поступањем које је укључивао хапшење пензионисаног цара Гоширакаве 1179. због завере против Таире и привремено премештање престонице у Фукухару на Унутрашњем мору.
Кијоморијеве оштре мере створиле су непријатеље, а до 1180. године почео је сукоб широм земље познат као Генпеи рат, који је водио Минамото Јоритомо, кога је Кијомори као дете протерао у Камакуру, неких 300 миља у исток. Борбе су у почетку биле бруталне, али спорадичне, са мало јасних победа, док су се ривалске вође Минамота бориле једни против других колико и против Таира. Постепено, међутим, Минамото је постао уједињенији и 1185. тријумфовали су у кључној поморској бици код Данноуре код западног рта острва Хоншу. Према Причи о Хеикеу, битка се завршила када је принцеза Ниј узела у наручје Кијоморијевог унука, осмогодишњег цара Антоку, и скочила у море са речим: „У дубинама океана имамо престоницу!“

### Познати чланови
- Таира Масакадо (умро 940), вођа једне од првих забележених побуна у јапанској историји (тзв. Тенгјо рат), побеђен и убијен у бици код Коџиме (940).[1]
- Таира Тадамори (1096-1153), први члан породице који је стекао висок положај на двору. Након што је ухватио провалника у двору, цар му је поклонио конкубину. Њихов син био је чувени Кијомори.[1]
- Таира Кијомори (1118-1181), најмоћнији ратник и државник из породице Таира, који се супротставио успону породице Минамото.[1]
- Таира Норимори (1129-1185), Кијоморијев брат, победио је Минамото Јукијеа код Муројаме, и извршио је самоубиство у бици код Дан но Уре.
- Таира Таданори (1144-1184), Кијиоморијев брат, убијен у бици код Ичинотанија.[1]
- Таира Моритоши (умро 1184), погинуо код Ичинотанија.[1]
- Таира Кагекијо, усвојен из клана Фуџивара, заробљен код Дан но Уре.[1]
- Таира Шигемори (1138-1179), најстарији Кијоморијев син. борио се у побунама Хоген и Хејџи.
- Таира Муненори (1147-1185), Кијоморијев наследник, учествовао је у свим важнијим биткама Гемпејског рата. Заробљен код Дан но Уре и погубљен.[1]
- Таира Томомори (1152-1185), Кијоморијев син, победник у првој бици на мосту Уџи (1180) Код Дан но Уре извршио самоубиство тако што се везао за бродско сидро и скочио у море.
- Таира Шигехира (1158-1185), Кијоморијев син, наредио спаљивање наре. Заробљен у бици код Ичинотанија 1184. и погубљен.[1]
- Таира Ацумори (1169-1184). Погибија младог Ацуморија у бици код Ичинотанија је један од начувенијих двобоја у јапанској историји.[1]
- Таира Норицуне (1160-1185), борио се код Мицушиме, Ичинотанија и Дан но Уре, где се утопио држећи по једног ратника Минамото под сваком руком.[1]
- Таира Коремори, побеђен у бици на реци Фуџи, побегао је из боја код Јашиме (1184) и постао монах.[1]